# 雲南市立木次小学校
雲南市立木次小学校（うんなんしりつ きすきしょうがっこう）は、島根県雲南市木次町木次にある公立小学校。

## 校歌
- 作詞 奥原碧雲
- 作曲 大久保博章

## 歴史
- 1873年 - 西善寺本堂に公立木次小学校として創立
- 1891年 - 木次町尋常小学校と改称
- 1918年 - 木次尋常高等小学校と改称
- 1921年 - 校舎を増築、2階建てに
- 1928年 - 講堂落成
- 1947年 - 木次町立木次小学校と改称
- 1980年 - 新校舎竣工
- 2004年 - 平成の大合併に伴い、雲南市立木次小学校と改称

## その他
- 付近に木次駅、斐伊川堤防桜並木、斐伊川などがある。